# Gari (Schwert)
Das Gari ist ein Schwert aus Indonesien.

## Beschreibung
Das Gari hat eine leicht gebogene, einschneidige Klinge. Die Klinge wird vom Heft zum Ort etwas breiter. Der Klingenrücken ist leicht konvex gebogen, die Schneidenseite konkav. Der Ort verläuft leicht s-förmig gebogen, wobei der Klingenrücken länger als die Schneide ist. Das Heft hat kein Parier, es besteht aus Holz oder Horn und ist im Knaufbereich gespalten. Die beiden Knaufenden sind weit auseinandergebogen, zwischen ihnen ist im Knauf ein metallener Dorn befestigt, der gebogen und am Ende kugelförmig gestaltet ist. Die Scheiden bestehen aus Holz und sind zweiteilig. Die beiden Hälften werden zur Befestigung mit Rattanbändern umwickelt. Die Scheide ist am Ortbereich gebogen. An der oberen Seite der Scheide ist eine Art Knoten aus Pflanzenfasern angebracht, in den „magische“ Gegenstände eingearbeitet sind. Das Gari ähnelt dem Balato, der von der gleichen Insel stammt. Der Gari wird von Ethnien aus Indonesien benutzt.